# 七味唐辛子

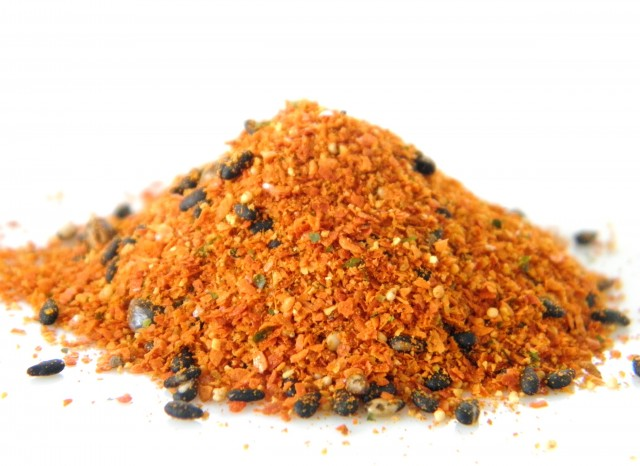
七味粉

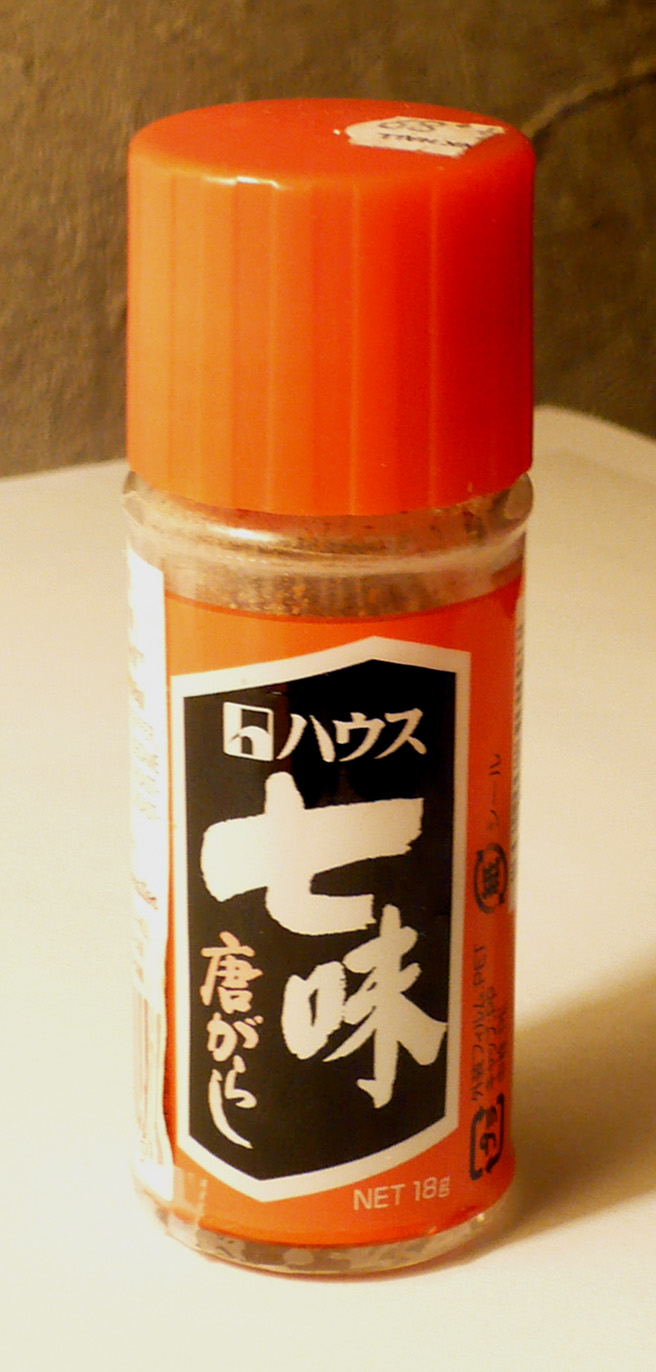
一瓶日本製造的七味粉

七味唐辛子，又稱七味或七味粉，是日本料理中一種以辣椒（唐辛子）為主材料的調味料，是由辣椒和其他六種不同的香辛料配製的。而在以前的江戶，亦有稱之為七色唐辛子或七種唐辛子。通常七味粉用於烏龍麵或蕎麥麵的調味。除了七味唐辛子，还有一种一味唐辛子，是单一的乾辣椒粉。

## 材料
不同牌子的七味粉的成份可能有所不同，所帶來的風味亦不同。這些材料主要为以下幾種：
- 山椒
- 麻子
- 黑胡麻
- 白胡麻
- 陳皮
- 紫蘇
- 芥子
- 青海苔
- 生薑

## 外部鏈結
- 日本のスパイスと『七味唐辛子』のお話 （页面存档备份，存于） - 北海道醫療大學
- 薬草に親しむ－七味唐辛子 （页面存档备份，存于） - 内藤紀念藥博物館